# (37637) 1993 UZ5
(37637) 1993 UZ5 est un astéroïde de la ceinture principale découvert en 1993.

## Description
(37637) 1993 UZ5 a été découvert le 20 octobre 1993 à l'observatoire de La Silla, au Chili, par Eric Walter Elst.

### Caractéristiques orbitales
L'orbite de cet astéroïde est caractérisée par un demi-grand axe de 2,29 ua, un périhélie de 2,22 ua, une excentricité de 0,03 et une inclinaison de 5,57° par rapport à l'écliptique. Du fait de ces caractéristiques, à savoir un demi-grand axe compris entre 2 et 3,2 ua et un périhélie supérieur à 1,666 ua, il est classé, selon la JPL Small-Body Database, comme objet de la ceinture principale.

### Caractéristiques physiques
(37637) 1993 UZ5 a une magnitude absolue (H) de 15,5 et un albédo estimé à 0,386.